# Globo d’oro/Bester Hauptdarsteller
Globo d’oro: Bester Hauptdarsteller (Globo d'oro alla attore)
Dieser Filmpreis wird seit 1966 vergeben.
| Jahr | Preisträger          | Film |
| ---- | -------------------- | --- |
| 1966 | Totò                 | Große Vögel, kleine Vögel Uccellacci e uccellini                                                                    |
| 1967 | nicht verliehen      | |
| 1968 | Gian Maria Volonté   | Zwei Särge auf Bestellung A ciascuno il suo, Die Banditen von Mailand Banditi a Milano und I sette fratelli Cervi   |
| 1969 | Alberto Sordi        | Il medico della mutua                                                                                               |
| 1970 | Gian Maria Volonté   | Ermittlungen gegen einen über jeden Verdacht erhabenen Bürger Indagine su un cittadino al di sopra di ogni sospetto |
| 1971 | Ugo Tognazzi         | La Califfa |
| 1972 | Gian Maria Volonté   | Der Weg der Arbeiterklasse ins Paradies La classe operaia va in paradiso                                            |
| 1973 | Giancarlo Giannini   | Sono stato io! |
| 1974 | Vittorio Gassman     | Wir waren so verliebt C'eravamo tanto amati                                                                         |
| 1975 | nicht verliehen      | |
| 1976 | Marcello Mastroianni | Die Sonntagsfrau, Per le antiche scale und Todo modo                                                                |
| 1977 | nicht verliehen      | |
| 1978 | Marcello Mastroianni | Ein besonderer Tag Una giornata particolare                                                                         |
| 1979 | nicht verliehen      | |
| 1980 | nicht verliehen      | |
| 1981 | Alberto Sordi        | Ich und Katharina Io e Caterina                                                                                     |
| 1982 | Alberto Sordi        | Il marchese del Grillo                                                                                              |
| 1983 | Nino Manfredi        | Spaghetti House und Testa o croce                                                                                   |
| 1984 | Marcello Mastroianni | Enrico IV |
| 1985 | Michele Placido      | Pizza connection |
| 1986 | Marcello Mastroianni | Ginger und Fred und Maccheroni                                                                                      |
| 1987 | Gian Maria Volonté   | Die Affäre Aldo Moro Il caso Moro                                                                                   |
| 1988 | Nino Manfredi        | Secondo Ponzio Pilato                                                                                               |
| 1989 | Giancarlo Giannini   | 'o Re |
| 1990 | Gian Maria Volonté   | Offene Türen Porte aperte                                                                                           |
| 1991 | Marcello Mastroianni | Verso sera |
| 1992 | Carlo Verdone        | Maledetto il giorno che t'ho incontrato                                                                             |
| 1993 | Maurizio Nichetti    | Stefano Quantestorie                                                                                                |
| 1994 | Silvio Orlando       | Sud |
| 1995 | Roberto Benigni      | Il mostro |
| 1996 | Alessandro Haber     | Cervellini fritti impanati                                                                                          |
| 1997 | Leonardo Pieraccioni | Amore Amore Il ciclone                                                                                              |
| 1998 | Roberto Benigni      | Das Leben ist schön La vita è bella                                                                                 |
| 1999 | Giancarlo Giannini   | Milonga |
| 2000 | Leo Gullotta         | Un uomo perbene |
| 2001 | Stefano Accorsi      | Die Ahnungslosen Le fate ignoranti                                                                                  |
| 2002 | Sergio Castellitto   | L'ora di religione                                                                                                  |
| 2003 | Filippo Nigro        | La finestra di fronte                                                                                               |
| 2004 | Carlo Verdone        | L'amore è eterno finché dura                                                                                        |
| 2005 | Kim Rossi Stuart     | Die Hausschlüssel Le chiavi di casa                                                                                 |
| 2006 | Alessio Boni         | Arrivederci amore, ciao                                                                                             |
| 2007 | Raoul Bova           | Io, l'altro |
| 2008 | Lando Buzzanca       | I Viceré |
| 2009 | Toni Servillo        | Gomorrha – Reise in das Reich der Camorra Gomorra                                                                   |
| 2010 | Christian De Sica    | Il figlio più piccolo                                                                                               |
| 2011 | Raoul Bova           | Nessuno mi può giudicare                                                                                            |
| 2012 | Elio Germano         | Magnifica presenza                                                                                                  |
| 2013 | Alessandro Gassmann  | Razzabastarda |
| 2014 | Antonio Albanese     | L'intrepido |